# Млади мутанти нинџа корњаче (ТВ серија из 2012)
Млади мутанти нинџа корњаче (енгл. Teenage Mutant Ninja Turtles) америчка је 3Д рачунарски-анимирана серија која је премијерно приказана на Никелодиону 29. септембра 2012. године. Серија обухвата пет сезона са укупно 124 епизода. У јулу 2018. године, објављен је наставак серије, Уздизање нинџа корњача. Главне улоге у серији тумачили су: Џејсон Бигс, Сет Грин, Роб Полсен, Грег Сипс, Шон Астин, Меј Витман, Џош Пек, Хун Ли, Кевин Мајкл Ричардсон и Кели Ху.

## Синопсис

### Сезона 1
Мајстор нинџуцуа Хамато Јоши (Сплинтер) купује четири корњаче љубимца, након чега одлази кући шетајући улицама Менхетна када сусреће чланове ванземаљске расе зване Кранг. Током препирке са овим ванземаљцима, Хамато Јоши и његове корњаче бивају изложене мутагену, Кранговској супстанци која жива бића трансформише у разне облике. Јоши заузима облик пацова, док се корњаче развијају добијајући мноштво људских особина. Сплинтер, заједно са својим корањачама, одлази у њујоршку канализацију у којој подиже корњаче као своје синове и даје им своје знање нинџицуа.
Када пуне петнаест година, корњаче (Леонардо, Донатело, Микеланђело и Рафаело) по први пут излазе из канализације на површину и откривају Крангове и њихов план да преузму Њујорк користећи мутаген. Корњаче се спријатељују са Ејприл О' Нил, након што су Крангови отели њеног оца научника, Кирбија О' Нила. Донатело се заљубљује у Ејприл, због чега жели што пре да спаси њеног оца, како би је учинио срећном. Док Кирби остаје затворен у Кранговском склоништу, Ејприл постаје савезник корњача, са циљем да заједно са њима ослободи свог оца. Сплинтер тренира Ејприл да постане конуичи, женски нинџа.
Након што Сплинтеров усвојени брат Ороку Саки (Шредер) сазнаје да се Сплинтер крије у Њујорку, креће из Јапана у Њујорк како би уз помоћ свог клана убио Сплинера и његове ученике (корњаче). Корњаче се често броје против двојце Шредерових ученика, Криса Бредфорда (Ударпас, касније Разар) и Ксевера Монтеста (Рибоглави), који касније мутирају. Уз помоћ своје ћерке Караи, Шредер открива присуство Крангова на Земљи и склапа савез са њима како би победио њихове заједничке непријатеље, Хамато клан (корњаче и Сплинтер).
Корњаче касније откривају да су Крангови дошли на Земљу из Димензије Икс и да су изградили свој штаб у згради ТЦРИ у ком тестирају мутаген и мноштво друге ванземаљске технологије како би од Земље направили погодно место за живот своје расе. корњаче ослобађају Кирбија из заробљеништва, и заједно са Ејприл уништавају Технодром, главну базу Крангова на Земљи. У међувремену, Сплинтер се бори са Шредером и открива да је Караи његова ћерка чије је право име Хамато Мива; док је била беба, Шредер је отео Караи и током њеног одрастања је убедио да је Сплинтер убио њену мајку. На крају сезоне корњаче славе пораз Крангова и Клана стопала (Шредеровог клана), док Сплинтер размишља о својој ћерки.

## Ликови

### Главни ликови
- Леонардо (Лео) је вођа корњача. На лицу има плаву траку по којој је карактеристичан. Откако је Сплинер умро Леонардо је постао много одговорнији. Помало је заљубљен у Караи.
- Донатело (Дони) је научник међу нинџа корњачама. Његова трака на лицу је љубичаста. Откако је упознао Ејприл кренуо је да гаји осећања према њој.
- Микеланђело (Мајки) је корњача са наранџастом траком око лица. Воли пицу, забаву, скејтборд... Први пут се заљубио у Рене, а у петој сезони му се на кратко и свидела Шинигами. Обично на крају мисије каже бујакаша.
- Рафаел (Раф) је је корњача са црвеном траком на лицу. Понекад уме да се разбесни, воли да се шали и да буте арогантан и саркастичан. Има фобију од буба. Заљубљен је у ванземаљку Мона Лису. У првој сезони је имао љубимца малу корњачу Спајка који је у другој сезони мутирао у Слеша, у авантури у свемиру у четвртој сезони је усвојио сете свемирског чудовишта Токе које је назвао Грицко Пикасо.
- Ејприл О' Нил је тинејџерка из Њујорка која се удружује са корњачама у борби против зла. Постала је конуичи ( женски нинџа ) после авантуре у свемиру. Дони и Кејси су заљубљени у њу.
- Кејси Џонс је такође тинејџер из Њујорка који се са корњачама бори против зла. Носи хокејашку маску, палице и пакове који експлодирају. Заљубљен је у Ејприл. На крају мисије каже калабанга.
- Сплинтер (рођен као Хамато Јоши) је усвојени отац и сенсеј корњачама. Његов усвојени брат Шредер и он су били заљубљени у исту особу и ту је настала мржња између њих двојце. Отишао је у њујорк и мутирао у човека пацова. Шредер га убија у претпоследњој епизоди четврте сезоне.
- Шредер (рођен као Ороку Саки) је смртни непријатељ Корњача и Сплинтера. Када је љубав његовог живота Танг Шен умрла, он је узео њену и Сплинтерову ћерку и одгаио је као да је његова ћерка. Он је у Њујорку био вођа Клана Стопала. У петој сезони мутира и постаје Супер Шредер, али га Леонардо убија из освете јер је Супер Шредер убио Сплинтера. У петој сезони демозмај Каваксас га оживљава, али се овај пут Зомби Шредер жртвује за Њујорк и заједно са Каваксасом ускаче у рупу која води до смрти.
- Караи (рођена као Хамато Мива) је Сплинтерова ћерка. Откако су корњаче протерале Шредера из града, она води добар Клан Стопала и руши Шредерово царство.

### Споредни ликови
- Тигрова Канџа је био Шредерова десна рука у Клану Стопала. Он је као мали са својом сестром Алопекс мутирао у димензији икс и постао зао. У другој сезони се придружио Клану Стопала. Кад у петој сезони Зомби Шредер умире, Тигрова Канџа проглашава примирје са корњачама.
- Бибоп (рођен као Антон Зек) је човек који је мутирао у човека свињу. Заједно са својим најбољим другом Рокстедијем обавља послове за Шредера. У последњој епизоди постаје пријатељ корњача.
- Рокстеди (рођен као Иван Стеранко) је Руски набављач и колекционар оружја који по Шредеровом наређењу мутира и постаје човек носорог. Најбољу друг му је Бибоп. У последњој епизоди и он постаје пријатељ корњача.
- Стокмен мува (рођен као Бакстер Стокмен) је научник који у другој сезони мутира у у човека муву. На крају четврте сезоне Мајки баца антимутаген на њега што се нимало не допада Стокмену. Стокмен има војску малих робота који се зову М. О. У. С. Е. Р. И., које је сам направио.
- Разар (рођен као Крис Бредфорд) је био Шредеров ученик. Још у првој сезони мутира у човека пса кога Микеланђело назива Ударпас, после опет мутира и постаје супермутант Разар. У епизоди кад Сплинтер умире и Разар умре, а кад Каваксас оживљава Шредера оживљује и њега. Разар на крају опет умире.

## Улоге
| Име лика                               | Енглески глас                        | Српски глас                                                            |
| -------------------------------------- | ------------------------------------ | ---------------------------------------------------------------------- |
| Леонардо                               | Џејсон Бигс (С1-2) Сет Грин (С3-5)   | Милош Дашић                                                            |
| Донатело                               | Роб Полсен                           | Никола Булатовић                                                       |
| Микеланђело                            | Грег Сајпс                           | Стеван Пиале                                                           |
| Рафаело                                | Шон Астин                            | Милан Антонић                                                          |
| Ејприл О' Нил                          | Меј Витман                           | Сања Петровић                                                          |
| Хамато Јоши/Сплинтер                   | Хун Ли                               | Марко Јањић                                                            |
| Ороку Саки/Шредер                      | Кевин Мајкл Ричардсон                | Никола Немешевић (С1-2) Ненад Хераковић (С3Е1-13) Милош Ђуричић (С3-5) |
| Кејси Џонс                             | Џош Пек                              | Лако Николић                                                           |
| Хамато Мива/Караи                      | Кели Ху                              | Јелена Стојиљковић (С1-3) Ана Мандић (С4-5)                            |
| Крис Бредфод/Ударпас/Разар             | Кленси Браун                         | Марко Марковић                                                         |
| Бакстер Стокман/Летећи Бакстер Стокман | Фил Ламар                            | Марко Марковић                                                         |
| Јошихама Такеши/Тигрова Канџа          | Ерик Бауза                           | Милан Тубић                                                            |
| Север Монтес/Рибоглави/Мистер Икс      | Кристијан Ланц                       | Немања Живковић                                                        |
| Иван Стеранко/Рокстеди                 | Фред Таташкиор                       | Бојан Хлишћ                                                            |
| Антон Зек/Бибоп                        | Ј. Б. Смуви                          | Предраг Дамњановић                                                     |
| Стокмен мува                           | Фил Ламар                            | Марко Марковић                                                         |
| Слеш                                   | Корј Фелдман                         | Бојан Хлишћ                                                            |
| Кожноглави                             | Питер Лури                           | Бојан Хлишћ                                                            |
| Др Тајлер Роквел/Мозак мајмуна         | Френк Велкер (С1) Том Кени (С3)      | Лако Николић                                                           |
| Голуб Пит                              | Еј Џеј Бекли                         | Бранислав Јевтић                                                       |
| Џексон/Мондо Геко                      | Роби Рист                            | Бранислав Јевтић                                                       |
| Кирби О' Нил                           | Кит Силверштејн                      | Владимир Нићифоровић                                                   |
| Кранг први                             | Роузен Бар (С1-2) Рејчел Бутера (С3) | Јадранка Пејановић Јелена Петровић                                     |
| Кранг До први                          | Жилбер Готфрид                       | Стеван Пиале                                                           |

## Синхронизација и емитовање у Србији
У Србији, Црној Гори, Републици Српској и Северној Македонији серија је премијерно приказана од априла 2013. године на каналу Никелодион, синхронизована на српски језик. Касније, синхронизација прве сезоне је емитована на Хепи ТВ, док је свих пет сезона емитовано и на О2 ТВ. Синхронизацију је радио студио Голд диги нет. Уводна шпица није синхронизована. Издавачка кућа Голд Аудио Видео је 2014. године издала 8 DVD-а на којима је објављена целокупна прва сезона.

## Епизоде
| Сезона | Сезона | Епизоде | Премијерно приказивање (САД) | Премијерно приказивање (САД) | Премијерно приказивање (Србија) | Премијерно приказивање (Србија) |
| Сезона | Сезона | Епизоде | Прва епизода                 | Последња епизода             | Прва епизода                    | Последња епизода                |
| ------ | ------ | ------- | ---------------------------- | ---------------------------- | ------------------------------- | ------------------------------- |
|        | 1      | 26      | 29. септембар 2012.          | 8. август 2013.              | април 2013.                     | 1. децембар 2013.               |
|        | 2      | 26      | 12. октобар 2013.            | 26. септембар 2014.          | 20. април 2014.                 | 28. децембар 2014.              |
|        | 3      | 26      | 4. октобар 2014.             | 27. септембар 2015.          | 12. април 2015.                 | 27. децембар 2015.              |
|        | 4      | 26      | 25. октобар 2015.            | 26. фебруар 2017.            | 15. мај 2016.                   | 11. јун 2017.                   |
|        | 5      | 20      | 19. март 2017.               | 12. новембар 2017.           | 1. октобар 2017.                | 24. јун 2018.                   |